# Светски куп у биатлону 2012/13 — 3. коло
Треће коло Светског купа у биатлону 2012/13. одржано је од 13. до 16. децембра 2012. године у Покљуки, (Словенија).

## Сатница такмичења
| Датум        | Време (UTC+1) | Дисциплина                    |
| ------------ | ------------- | ----------------------------- |
| 13. децембар | 14:20         | Спринт 10 км, мушкарци        |
| 14. децембар | 14:20         | Спринт 7,5 км, жене           |
| 15. децембар | 12:45         | Потера 12,5 км, мушкарци      |
| 15. децембар | 15:00         | Потера 10 км, жене            |
| 16. децембар | 13:00         | Масовни старт 15 км, мушкарци |
| 16. децембар | 15:00         | Масовни старт 12,5 км, жене   |

## Резултати такмичења

### Мушкарци
| Дисциплина:                | Злато:                         | Време             | Сребро:                        | Време             | Бронза:                     | Време             |
| Спринт 10 км детаљи        | Јаков Фак · Словенија          | 24:41,7 (0+0)     | Емил Хегле Свендсен · Норвешка | 24:42,5 (0+1)     | Мартен Фуркад · Француска   | 24:47,8 (0+0)     |
| Потера 12,5 км детаљи      | Емил Хегле Свендсен · Норвешка | 32:49,2 (0+0+0+1) | Ондреј Моравец · Чешка         | 32:53,0 (0+0+0+1) | Мартен Фуркад · Француска   | 33:06,6 (0+0+0+2) |
| Масовни старт 15 км детаљи | Андреас Бирнбахер · Немачка    | 35:39,4 (0+0+0+0) | Јаков Фак · Словенија          | 35:57,1 (0+0+1+1) | Тим Бурк · Сједињене Државе | 36:02,0 (0+0+1+1) |

### Жене
| Дисциплина:                   | Злато:                      | Време             | Сребро:                     | Време             | Бронза:                       | Време             |
| Спринт 7,5 км дњраљи          | Габријела Соукалова · Чешка | 22:09.8 (0+0)     | Миријам Геснер · Немачка    | 22:11,9 (0+2)     | Надежда Скардино · Белорусија | 22:39,9 (0+0)     |
| Потера 10 км детасљи          | Миријам Геснер · Немачка    | 31:47,8 (2+1+1+1) | Габријела Соукалова · Чешка | 31:48,5 (0+0+0+0) | Мари Дорен Абер · Француска   | 32:14,3 (0+1+0+0) |
| Масовни старт 12,5 км details | Тора Бергер · Норвешка      | 35:53,8 (0+2+0+0) | Миријам Геснер · Немачка    | 36:29,3 (0+3+0+1) | Габријела Соукалова · Чешка   | 36:55,9 (0+2+0+0) |

## Успеси
Навећи успеси свих времена
| - Владимир Илијев, Бугарска, 6. место у спринту - Симон Детје, Француска, 25. место у спринту - Марио Долдер, Швајцарска, 30. место у спринту и 25 у потери - Томас Каукенас, Литванија, 41. место у спринту - Скот Гау, Канада, 50. место у спринту и потери - Дарко Дамјановски, Македонија, 95. место у спринту - Ондреј Моравец, Чешка,, 2. место у потери - Andrejs Rastorgujevs. Летонија, 10. место у потери | - Габријека Соукалова, Чешка, 1. место у спринту - Надежда Скардино, Белорусија, 3. место у спринту - Розана Крофорд. Канада, 12. место у сринту - Надзеја Писарева, Белорусија, 21. место у сринту - Никол Гонтијер, Италија, 30. место у сринту - Аса Лиф, Шведска, 56. место у спринту и 45. место у потери - Алина Рајкова. Казахстан, 57. место у спринту и 57. место у потери - Миријам Геснер, Немачка, 1. место у потери - Еви Сахенбахер-Стеле, Немачка, 48. место у потери |

Прва трка у светском купу
| - Јоханес Кин, Немачка, 17. место у спринту - Dmytro Pidruchnyi, Украјина, 98. место у спринту | - Еви Сахенбахер-Стеле, Немачка, 59. место у спринту |